# Yam khai dao
Yam khai dao (tiếng Thái: ยำไข่ดาว, phát âm [jām kʰàj dāːw], "salad trứng chiên") là một món ăn Thái được làm từ trứng gà hoặc trứng vịt chiên. Một món ăn rất dễ chuẩn bị, nhưng không thường được bán tại các nhà hàng. Khá dễ dàng tìm kiếm các loại nguyên liệu đầy dinh dưỡng và tốt cho sức khỏe. Nó bao gồm nhiều vitamin, như vitamin B2 (Riboflavin), vitamin B12 và vitamin D.